# Marlene Jensen
Pour les articles homonymes, voir Jensen.
Marlene Jensen, née le 21 mai 1971 à Ringe, est une ancienne handballeuse internationale danoise.

## Palmarès

### En sélection nationale
championnats d'Europe
- vainqueur du championnat d'Europe 1994

### En club
compétitions nationales
- championne du Danemark (4) en 1991, 1992, 1993 et 1994 (avec GOG Håndbold)
- vainqueur de la coupe du Danemark (3) en 1992, 1993 et 2001 (avec GOG Håndbold)